# Saint-Hubert, Neufchâteau
Saint-Hubert là một đô thị của Bỉ. Đô thị này nằm ở tỉnh Luxembourg, vùng Wallonie, một trong 3 vùng của Bỉ. 
Ngày 1 tháng 1 năm 2007, đô thị này có diện tích 111,16 km², có dân số 5.737 dân với mật độ dân số 51,6 người trên mỗi km².
Thị xã được đặt tên theo Thánh Hubert.